# کتابخانه و موزه ملی ملک
مؤسسه کتابخانه و موزه ملی ملک نخستین موزه وقفی - خصوصی ایران و یکی از شش کتابخانه بزرگ کشور با موضوعیت نسخه‌های خطی در تهران است.
این مرکز فرهنگی در سال ۱۳۱۶ خورشیدی توسط حسین آقا ملک تأسیس شد و به همراه املاک و مستغلات وقف آستان قدس رضوی شد. در تیر ماه ۱۳۲۳ قطعه زمین بزرگی را در باغ ملی تهران برای ساختمان جدید کتابخانه و موزه وقف کرد. احداث ساختمان جدید کتابخانه و موزه ملی ملک در سال ۱۳۶۴ آغاز شد و در ۱۳۷۵ به پایان رسید.
این مجموعه در خیابان امام خمینی تهران (خیابان سپه) جنب ساختمان امور خارجه قرار دارد.

## پیشینه
کتابخانه و موزه ملی ملک تا سال ۱۳۷۵ در خانه ملک برپا بود. اما حاج حسین از آغاز کار، گسترش آن را از نظر دور نداشت و بنای ساختمانی بزرگ‌تر را پیش‌بینی کرد؛ بنابراین در ۲۹ تیرماه ۱۳۲۳ قطعه زمین بزرگی را در باغ ملی تهران (محل کنونی مؤسسه) برای ساختمان جدید کتابخانه و موزه وقف کرد.
احداث ساختمان جدید در زمان حیات حاج حسین ملک ممکن نشد، تا اینکه آستان قدس رضوی طراحی و بنای ساختمان جدید را در سال ۱۳۶۴ آغاز کرد و در ۱۳۷۵ به پایان برد.
از نظر ساختار تشکیلاتی، مؤسسه کتابخانه و موزه ملی ملک مؤسسه‌ای غیردولتی و غیرانتفاعی است که همچون سایر مؤسسات فرهنگی آستان قدس رضوی براساس وقف نامه زیرنظر مستقیم تولیت آستان قدس رضوی اداره می‌شود.
ارکان مؤسسه عبارت‌اند از:
مجمع عمومی، ناظر استصوابی، هیئت مدیره، مدیرعامل و بازرس قانونی.
اهداف مؤسسه کتابخانه و موزه ملی طبق اساسنامه عبارت است از:
1. پیشبرد معارف
2. اجرای وقف نامه مرحوم ملک و اشاعه فرهنگ وقف
3. حراست و حفظ گنجینه کتابخانه
4. گردآوری، به هنگام سازی و توسعه منابع کتابخانه
5. نگهداری، بازشناسی و معرفی آثار فرهنگی هنری ادوار گذشته
6. گردآوری مجموعه نفایس و آثار هنری متناسب با گنجینه به میراث نهاده شده واقف

### هیئت مدیره
در دوره سه ساله ۱۳۹۰ تا ۱۳۹۳ اعضای هیئت مدیره این مؤسسه عبارت از افراد زیر بودند. پس از آن خبری دربارهٔ تغییر یا انتصاب افراد جدید منتشر نشده‌است.
- سیدمحمد صادق خرازی (رئیس هیئت مدیره)
- مصطفی واعظ طبسی (نایب رئیس هیئت مدیره)
- محمدهادی زاهدی (عضو هیئت مدیره)
- امیر خوراکیان / حمیدرضا قاسمی (از آذر ۱۳۹۴) (عضو هیئت مدیره)
- سیدمحمدمجتبی حسینی (عضو هیئت مدیره و مدیرعامل)

## کتابخانه ملی ملک
کتابخانه ملی ملک با داشتن ۱۹ هزار عنوان نسخه خطی نادر و نفیس، یکی از شش گنجینه بزرگ نسخ خطی ایران است. پنج کتابخانه دیگر عبارت‌اند از کتابخانه ملی، کتابخانه آستان قدس رضوی، کتابخانه مجلس شورای اسلامی، کتابخانه مرحوم آیت‌الله مرعشی نجفی و کتابخانه مرکزی دانشگاه تهران. در این میان، امتیاز کتابخانه ملک به نفاست و ارزش هنری آثار است.
همچنین این کتابخانه دارای حدود ۷۰ هزار کتاب چاپی، ۳۴۰۰ کتاب چاپ سنگی و ۵۴۸ عنوان نشریه ادواری در ۴۰۰۰ مجلد است. بخش قابل توجهی از کتاب‌های چاپی متعلق به پیش از سال ۱۳۲۰ خورشیدی هستند و در زمره نخستین کتاب‌های چاپی ایران قرار می‌گیرند. کتابخانه ملک پیوسته با خرید کتاب‌های خطی و چاپی از محل عواید موقوفات ملک غنی‌تر می‌شود.
غیر از مخازن کتاب و تالارهای مطالعه، بخش‌های مجهزی هم برای انجام امور فنی از قبیل مرمت نسخ خطی، عکاسی و تهیه میکروفیلم، صحافی، جلدسازی و … ایجاد شده‌اند. در کنار این بخش‌ها، انتشارات مؤسسه از سال ۱۳۴۸ برای چاپ و نشر نسخ خطی موجود در کتابخانه و آثار پژوهشی مرتبط با آن‌ها تأسیس شده‌است.

## موزه  ملی ملک
موزه ملی ملک از ۷ مجموعه بدین شرح تشکیل شده‌است:
1. مجموعه سکه شامل ۳ هزار قطعه سکه و مدال ایرانی از سده ششم پیش از میلاد تا دوران پهلوی و نیز سکه‌هایی از یونان، جانشینان اسکندر، امپراتوری بیزانس، خلفای اسلامی و امپراتوری عثمانی
2. مجموعه آثار هنری شامل تابلوهای نقاشی هنرمندان به نام ایرانی مانند کمال‌الملک غفاری، لطفعلی صورتگر، هادی خان تجویدی و برخی نقاشان اروپایی و لوستر و مبلمان
3. مجموعه هنر لاکی شامل ۸۶ قطعه قلمدان، قاب آیینه و سرچسبدان که با نقاشی لاکی آراسته شده‌اند و برخی از آنها حدود ۳۰۰ سال قدمت دارند.
4. مجموعه تمبر شامل هزاران قطعه تمبر از نخستین تمبرهای منتشر شده در ایران و جهان تا زمان حاضر.
5. مجموعه فرش شامل ۳۴ تخته قالی و قالیچه از نقاط مختلف ایران که به وسیله زبده‌ترین بافندگان دو سده اخیر بافته شده‌اند.
6. مجموعه بانو عزت ملک ملک شامل تابلوهای نقاشی قاجاری، نسخه‌های خطی، قلمدان، سرقلیان و آثار لاکی که تعدادشان به ۴۷ اثر می‌رسد. این مجموعه در سال ۱۳۸۵ توسط بانو عزت ملک ملک، فرزند مرحوم حاج حسین ملک و ناظر استصوابی موقوفات ملک به موزه اهداء شده‌است.
7. مجموعه آثار خوشنویسی که آثاری از بزرگ‌ترین و نامدارترین خوشنویسان ایران و اسلام مانند یاقوت مستعصمی، علیرضا عباسی، میرعماد، احمد نیریزی، درویش عبدالمجید طالقانی، میرزا غلامرضا اصفهانی و … را در خود جای داده‌است.[۲]

## نگارخانه

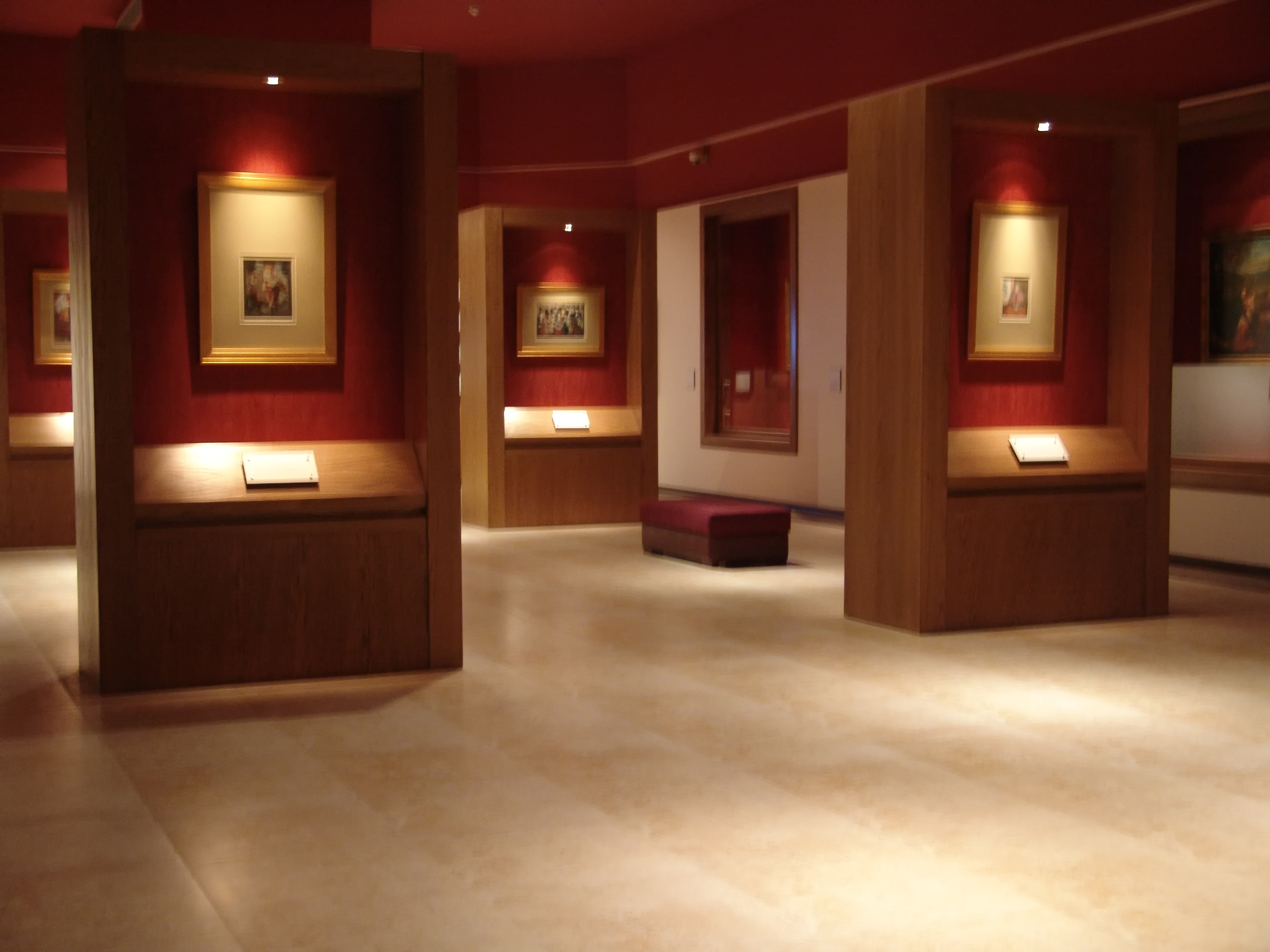
نمایی از درون موزه
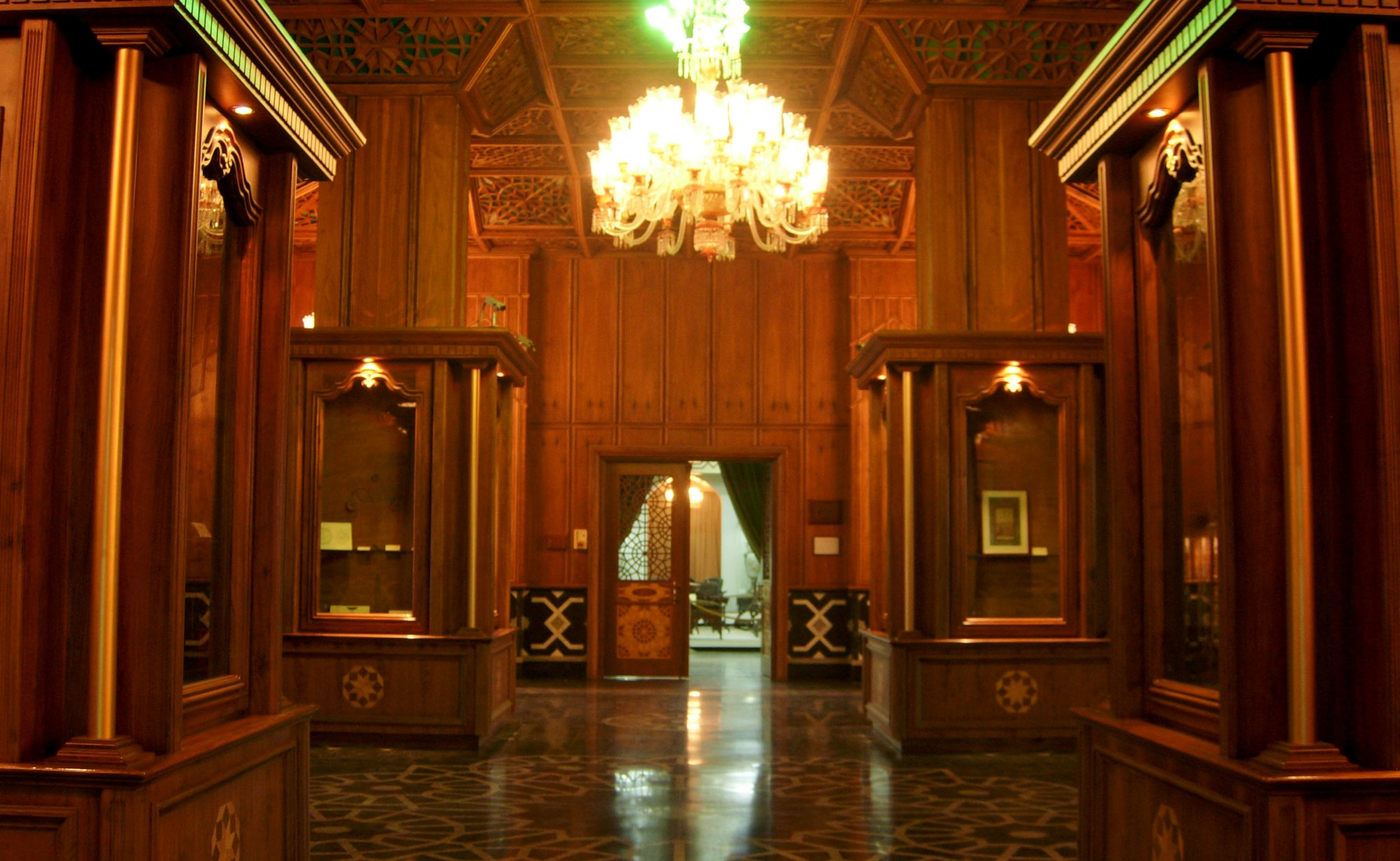
نمایی از درون موزه
نمایی از سر در موزه
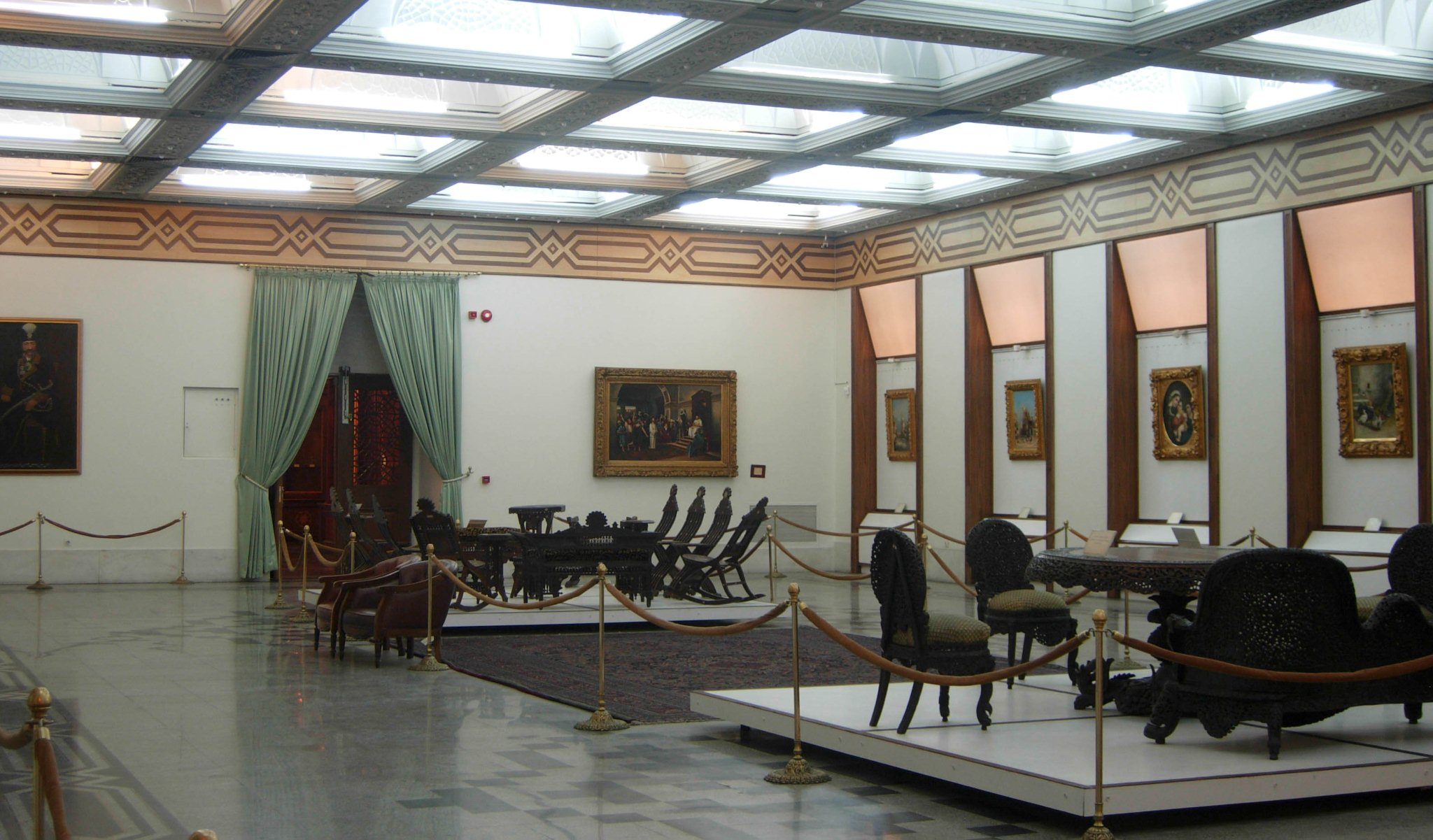
نمایی از درون موزه
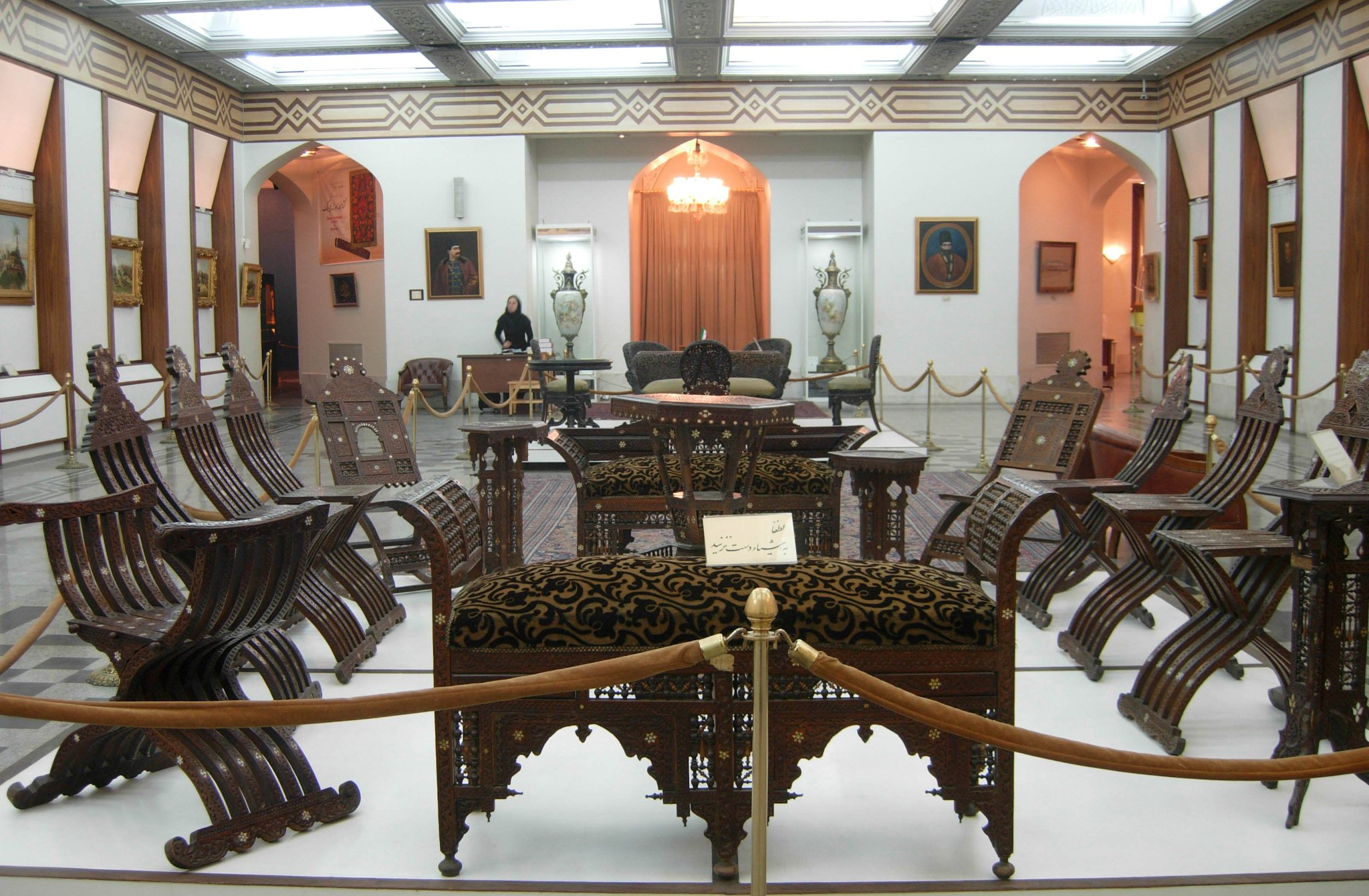
نمایی از درون موزه
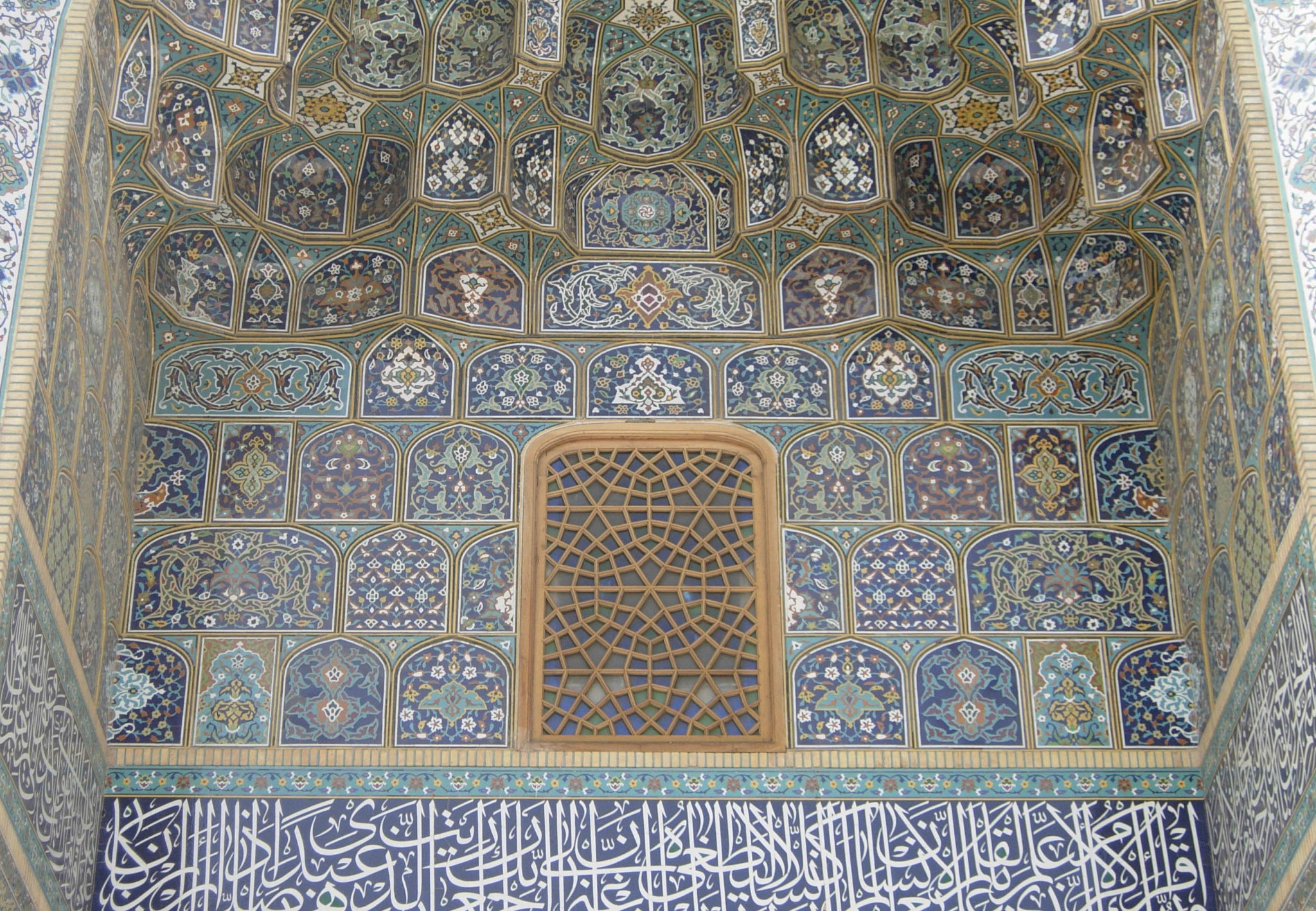
نمایی نزدیک از سر در